# والتر إل. راب
والتر إل. راب (بالإنجليزية: Walter L. Rapp)‏ هو مهندس معماري أمريكي، ولد في 1879، وتوفي في 1974.